# Mnet Asian Music Awards
Els Mnet Asian Music Award, sovint anomenats premis Grammy d'Àsia, són les principals cerimònies per premis de música coreana creats per CJ E&M el 1999. Aquestes són celebrades cada any el mes de novembre o principis de desembre. Es transmet a través del canal de música Mnet (Music NETwork). Hi participen tant celebritats coreanes com artistes d'altres països com Xina o Estats Units.
Les votacions per als premis estan repartides amb un 30% d'opinió del públic i un 70% d'elecció dels jutges.
Cada any hi ha un tema diferent. Com per exemple el del 2015 va ser "L'Estat de TechArt (tecnologia més art)", que fusiona la música i la tecnologia promovent, així, l'evolució del K-pop.

## Història
Aquesta cerimònia de premis es va celebrar per primer cop el 1999 sota el nom de Mnet KM Music Festival (MKMF). En aquell moment era l'única entrega de premis per vídeos musicals en tota Corea del Sud.
L'any 2006 es va convertir en una plataforma sòlida amb la qual les estrelles del k-pop poguessin adquirir fama mundial. Aquell mateix any va haver-hi un gran canvi, l'esdeveniment va deixar de ser exclusivament per premiar videoclips. En conseqüència els premis Daesang van canviar. Aquesta paraula significa gran premi i s'adjudica els premis amb més importància. Fins aquell any, Els premis més rellevants havien sigut “videoclip de l'any” i “videoclip amb més popularitat”. A partir de llavors, els premis més destacats són “àlbum de l'any”, “cançó de l'any” i “artista de l'any”.
El 2008 els premis van canviar de nom a Mnet Asian Music Awards. Posteriorment, el 2009, es va crear l'acrònim de MAMA agafant les inicials de cada una de les paraules que formaven el nom.
En aquest mateix any, els MAMA van anar guanyant prestigi a causa que es van emetre a la televisió per primer cop. Es va transmetre a través del Canal V Internacional en els països següents: Xina, Japó, Corea del Sud i el sud-est d'Àsia. Aquest canvi va crear un abans i un després en la forma amb la qual es voten als artistes.
En el 2010 l'entrega de premis física es va fer per primer cop de Corea del Sud i va començar la seva gira asiàtica celebrant-se a Macau, Xina.
Un any més tard, Mnet, no es va limitar únicament a Àsia sinó que va convidar per primer cop a celebritats mundials. Com per exemple apl.de.ap de Black Eyed Peas qui prové de les Filipines. Stevie Wonder i Paris Hilton varen ser convidats el 2013 i John Legend el 2014.
La cerimònia del 2012, va ser en la que es va donar més premis. Es van repartir un total de 37 premis, 19 de competicions i 18 d'especials.
El 2014 es va establir un nou record amb el nombre de vots. 68.460.000 aficionats van participar en línia des de 210 països diferents. Aquest nombre era 4,5 vegades més gran que els vots de l'any anterior.
El 2015 hi va haver un gran canvi, ja que es va crear la “pre-week” que té lloc una setmana abans del lliurament de premis. Durant aquests dies es duen a terme diversos tipus d'activitats per a conèixer la cultura coreana, com per exemple demostracions de maquillatge coreà. També es venen productes coreans fabricats per petites empreses, les quals tenen dificultats per vendre a l'estranger. A més a més Mnet dona a conèixer esdeveniments anteriors. Mentrestant, els nominats, fan espectacles de dansa i els clubs posen música d'èxit dels diferents grups de moda.
"L'any passat, 56 empreses petites i mitjanes van participar en els MAMA 2014 i van treballar amb 100 compradors principals de la Xina", va dir Shin Hyung-kwan, vicepresident executiu de Mnet en una entrevista durant el 2015.

## Controvèrsies
El 2007, M i Shin Hye Sung, integrants de Shinhwa van abandonar l'esdeveniment just abans de l'entrega.
El 2009, la SM Entertainment i Inwoo Production van intentar impedir que se celebrés l'esdeveniment. En conseqüència, ningún dels seus artistes van assistir a la gala de premis. Inwoo Production, representava als cantants de trot Jang Yoon Jung (장윤정) i Park Hyun Bin (박현빈). Aquesta productora estava en contra de què es portessin a terme els premis, ja que, creien que l'entrega no era parcial. La SM Entretainment va declarar en una roda de premsa que tenen reserves respecte a la norma de justícia i els criteris utilitzats en les seves seleccions. Van citar a Girls 'Generation les quals havien estat en el lloc número 1 del rànquing durant nou setmanes consecutives, però mai van guanyar un primer premi en els MAMA. També van demanar que els seus artistes s'eliminaran de l'enquesta mòbil, dient que "no volien veure als fans patir cap dany per culpa d'intencions comercials".
SS501 de DSP Media, Son Dam Bi i After School de Pledis Entertainment, tampoc van assistir a la cerimònia a causa de problemes relacionats amb el desentès entre aquestes empreses.
El 2010, Rain, MBLAQ, 2AM, BEAST, T-ara, Davichi, 4Minute, KARA, Super Junior, Girls' Generation, Wheesung, BoA, After School, Son Dam Bi, Lee Hyori, C.N Blue, G.NA i Rainbow, van ser nominats però no van poder assistir pel fet que coincidia amb la transmissió setmanal del programa de música SBS Inkigayo.

## Difusió
El Show es transmet en viu a 13 països d'Àsia. A Corea del Sud i Japó, pel canal Mnet. També s'emet per altres canals de televisió com STAR World, Channel M (Sud-est d'Àsia), Channel V, Music On! TV (Japó), 8TV (Malàsia), MediaCorp Channel U (Singapur), Indosiar (Indonèsia), Myx (Filipines), MY TV (Cambodja), Mnet Amèrica (Estats Units), NRK (Noruega) i SBS (Austràlia). A més de la transmissió en línia pel lloc web de Mnet a Corea del Sud, Sohu a la Xina i YouTube Live o Allkpop per a la resta del món.

## Eslògan
Els seus eslògans van anar variant depenent de l'any. Com per exemple "Asian Wave" del 2009 i "One Asia" del 2010. Finalment en el 2011, es va establir un de fix, "Músic Makes One". Aquest eslògan existeix per a difondre el seu principal objectiu que és “Unir la gent a través de la música sense tenir en compte les diferències entre gènere, orígens, cultures, llengües o país.”

## Premis
Gran premi “Daesang”
Àlbum de l'any: des de 2006
Cançó de l'any: des de 2006
Artista de l'any: des de 2006
Premis individuals
Millor artista masculí: des de 1999
Millor artista femenina: des de 1999
Millor grup masculí: des de 1999
Millor grup femení: des de 2000
Millor nou artista (home/dona o grup): des de 1999
Premis per gènere
Millor interpretació de ball masculina (grup o solista): des de 1999
Millor interpretació de ball femenina (grup o solista): des de 1999
Millor interpretació vocal masculina (grup o solista): des de 2010
Millor interpretació vocal femenina (grup o solista): des de 2010
Millor interpretació en grup: des de 1999
Millor interpretació en Rap: des de 1999
Altres premis
Millor vídeoclip: des de 1999
Millor OST (Qualitat en el soundtrack de l'àlbum): des de 2004
Premis Especials (aquests premis són atorgats de manera ocasional)
Millor artista internacional: des de 1999
Millor artista asiàtic: des de 2004
Millor col·laboració: des de 2010
Millor Actuació Balada: 1999-2009
Millor rendiment en R&B: 2000-2007
Millor actuació Indie: 1999-2002
Millor presentació House & Electronic : 2007-2009
Millor interpretació Trot: solament en el 2009
Millor Single Digital: solament en el 2010
Premis no continuats
Vídeo Musical de l'any: 1999-2005 (ex Premi Daesang i actualment Millor Vídeo Musical: des de l'any 2006)
Millor Música Popular Vídeo: 1999-2005 (ex Premi Daesang)
Millor Presentació Vídeo Musical: 2005-2007
Millor Director Vídeo Musical: 1999-2006
Millor Grup Mixt: 2000-2009

## Seus
| Any                                  | Data                      | Cuitas, País            | Lloc                                       | Amfitrió                     |
| Mnet Video Music Awards              | Mnet Video Music Awards   | Mnet Video Music Awards | Mnet Video Music Awards                    | Mnet Video Music Awards      |
| ------------------------------------ | ------------------------- | ----------------------- | ------------------------------------------ | ---------------------------- |
| 1999 (1r)                            | Dissabte, 27 de Novembre  | Seül, Corea del Sud     | Little Angels Arts Center                  | Choi Hal-li                  |
| Mnet Music Video Festival (MMF)      |                           |                         |                                            |                              |
| 2000 (2n)                            | Divendres, 24 de Novembre | Seül, Corea del Sud     | Little Angels Arts Center                  | Cha Tae-hyun i Kim Hyun-joo  |
| 2001 (3r)                            | Divendres, 23 de Novembre | Seül, Corea del Sud     | Little Angels Arts Center                  | Cha Tae-hyun i Song Hye-kyo  |
| 2002 (4t)                            | Divendres, 29 de Novembre | Seül, Corea del Sud     | Little Angels Arts Center                  | Shin Dong-yup i Kim Jung-eun |
| 2003 (5è)                            | Dijous, 27 de Novembre    | Seül, Corea del Sud     | Universitat Kyung Hee                      | Cha Tae-hyun i Sung Yu-ri    |
| Mnet KM Music Video Festival (MKMVF) |                           |                         |                                            |                              |
| 2004 (6è)                            | Dissabte, 4 de Desembre   | Seül, Corea del Sud     | Universitat Kyung Hee                      | Shin Dong-yup i Kim Jung-eun |
| 2005 (7è)                            | Diumenge, 27 de Novembre  | Seül, Corea del Sud     | Olympic Gymnastics Arena                   | Shin Dong-yup i Kim Ah-joong |
| Mnet KM Music Festival (MKMF)        |                           |                         |                                            |                              |
| 2006 (8è)                            | Dissabte, 25 de Novembre  | Seül, Corea del Sud     | Olympic Gymnastics Arena                   | Shin Dong-yup i Kim Ok-bin   |
| 2007 (9è)                            | Dissabte, 17 de Novembre  | Seül, Corea del Sud     | Estadi Olímpic de Seül                     | Shin Dong-yup i Lee Da-hae   |
| 2008 (10è)                           | Dissabte, 15 de Novembre  | Seül, Corea del Sud     | Estadi Olímpic de Seül                     | Rain                         |
| Mnet Asian Music Festival (MAMA)     |                           |                         |                                            |                              |
| 2009 (11è)                           | Dissabte, 21 de Novembre  | Seül, Corea del Sud     | Estadi Olímpic de Seül                     | Tiger JK                     |
| 2010 (12è)                           | Diumenge, 28 de Novembre  | Macau, Xina             | CotaiArena, The Venetian Macao             | cap                          |
| 2011 (13è)                           | Dimarts, 29 de Novembre   | Singapur, Singapur      | Singapore Indoor Stadium                   | Lee Byung-hun                |
| 2012 (14è)                           | Divendres, 30 de Novembre | Hong Kong, Xina         | Hong Kong Convention and Exhibition Centre | Song Joong-ki                |
| 2013 (15è)                           | Divendres, 22 de Novembre | Hong Kong, Xina         | AsiaWorld-Arena                            | Lee Seung-gi                 |
| 2014 (16è)                           | Dimecres, 3 de Desembre   | Hong Kong, Xina         | AsiaWorld-Arena                            | Song Seung-heon              |
| 2015 (17è)                           | Dimecres, 2 de Desembre   | Hong Kong, Xina         | AsiaWorld-Arena                            | Psy                          |
| 2016 (18è)                           | Divendres, 2 de Desembre  | Hong Kong, Xina         | AsiaWorld-Arena                            |                              |